# Henry Willoughby (6e baron Middleton)
Henry Willoughby, 6e baron Middleton (24 avril 1761 - 19 juin 1835), est un noble anglais, fils unique de Henry Willoughby (5e baron Middleton).

## Biographie
Il épouse Jane Lawley, fille de Robert Lawley (5e baronnet), et vécut dans le siège familial à Wollaton Park, dans le Nottinghamshire, qu’il a remodelé en profondeur sous la direction de Jeffry Wyatville.
Lord Middleton est un fervent chasseur de renards et un adepte régulier du Warwickshire Hunt. En 1811, il achète le paquet du fondateur de la chasse, John Corbet, pour 1 200 guinées. Il reste maître de la chasse jusqu'en 1821. Après avoir chuté de son cheval favori Billy Button, il passe la maîtrise à Evelyn Shirley (1788-1856) (en) d'Ettington Hall .
Lord Middleton n'a pas d'enfants. Il est remplacé par son cousin Digby Willoughby (7e baron Middleton). Le monument commémoratif de Lord Middleton se trouve à l'église Saint-Léonard, à Wollaton.